# Nicolas Jacques Pelletier
Pour les articles homonymes, voir Pelletier (homonymie).
Nicolas Jacques Pelletier né en 1756 (?), mort à Paris le 25 avril 1792, est un criminel, un tire-laine, connu surtout pour avoir été le premier condamné à mort français guillotiné en place de Grève. 

## Crime
Pelletier est accusé d'avoir, le 14 octobre 1791, frappé de plusieurs coups de couteau un passant de la rue Bourbon-Villeneuve (aujourd'hui une partie de la rue d'Aboukir) à Paris, pour lui dérober 800 livres en assignats. Arrêté sur-le-champ, il est « convaincu de vol avec violence sur la voie publique ».
Jacob Augustin Moreau, juge du district de Sens, prononce contre Pelletier la peine de mort, sentence qui sera confirmée en appel le 24 décembre 1791, puis par un troisième jugement le 24 janvier 1792.

## Exécution
L'exécution, conduite par le bourreau Charles-Henri Sanson, a lieu sur la place de Grève à Paris, le 25 avril 1792,,, à 15 h 30 par guillotine.
La foule, habituée jusqu'ici à des exécutions capitales pouvant durer parfois plusieurs heures et provoquant d'horribles souffrances chez le supplicié, est déçue de la rapidité et de l'efficacité de celle-ci grâce à la toute nouvelle machine, et hue alors le bourreau Sanson.
Le lendemain, une chanson court les rues : « Rendez moi ma potence de bois, rendez moi ma potence ».